# Hornopočernický hřbitov
Hornopočernický hřbitov se nachází v Praze 9 v městské čtvrti Horní Počernice na východ od obce v poli, na rohu ulic K Odpočinku a K Berance. Má rozlohu 3359 m². Druhý hřbitov v Horních Počernicích je v místní části Chvaly.

## Historie
Hřbitov byl založen ve 30. letech 20. století. Hlavní vchod se nalézá v jeho severozápadní části, vpravo vedle vchodu na západní straně je hřbitovní kaple. Roku 2001 byl hřbitov rozšířen směrem na východ. V nové části se nachází kolumbárium a rozptylová loučka.
Ze známých osobností je zde pohřben například český herec Robert Vrchota.